# Risques NRBC

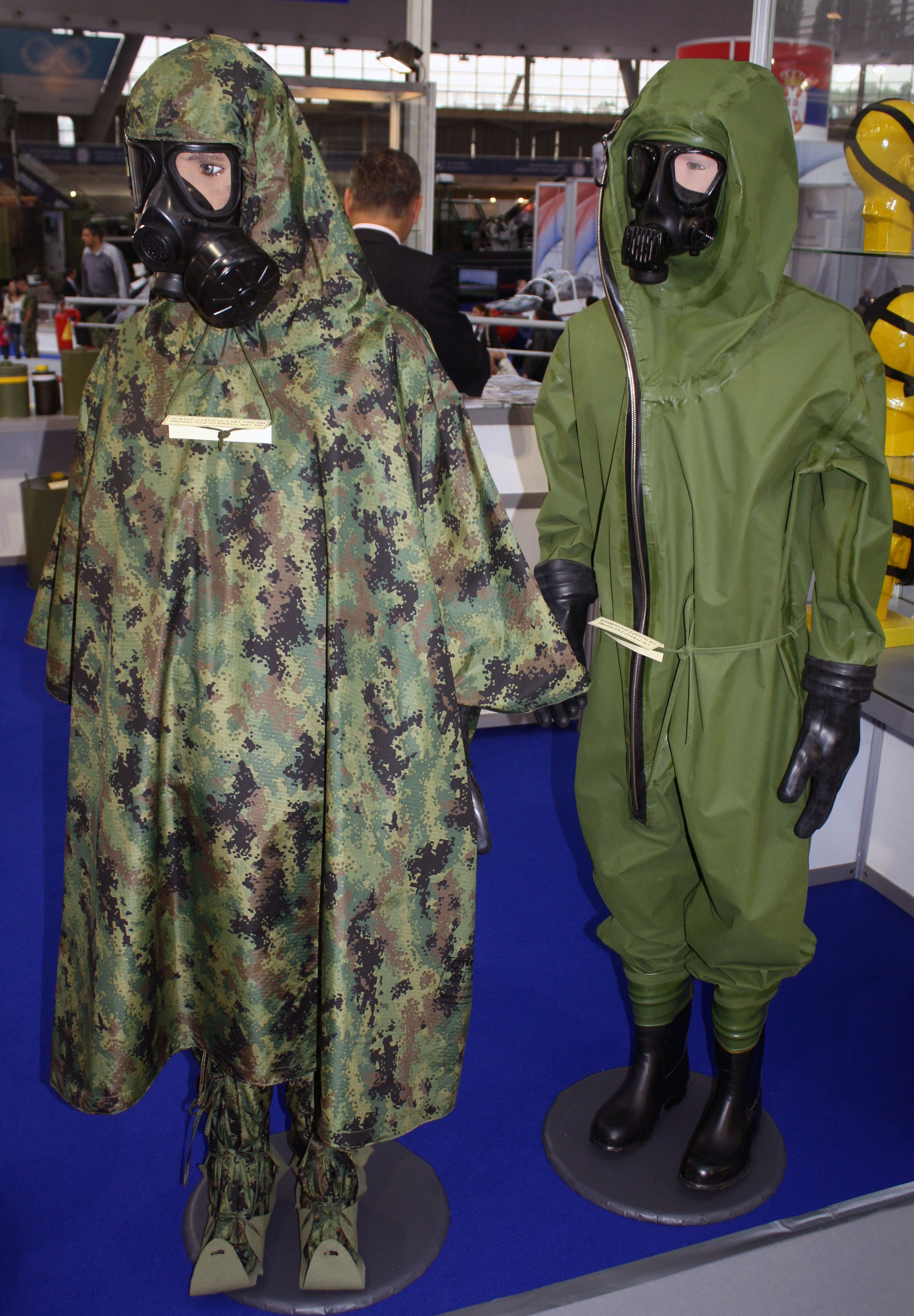
Tenues de défenses NRBC

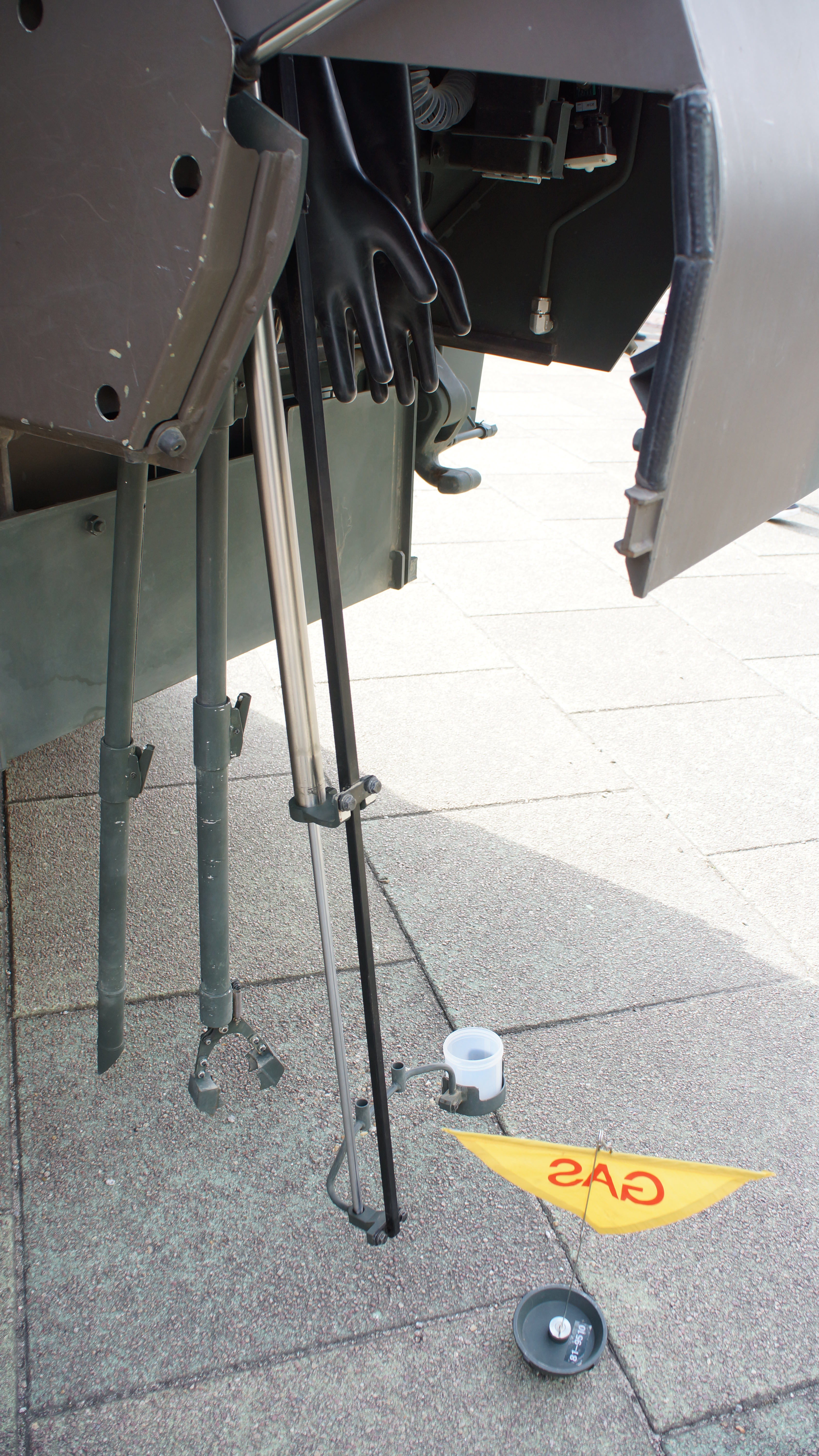
Sondes de prélèvement NRBC d'un Véhicule de détection, identification et prélèvement

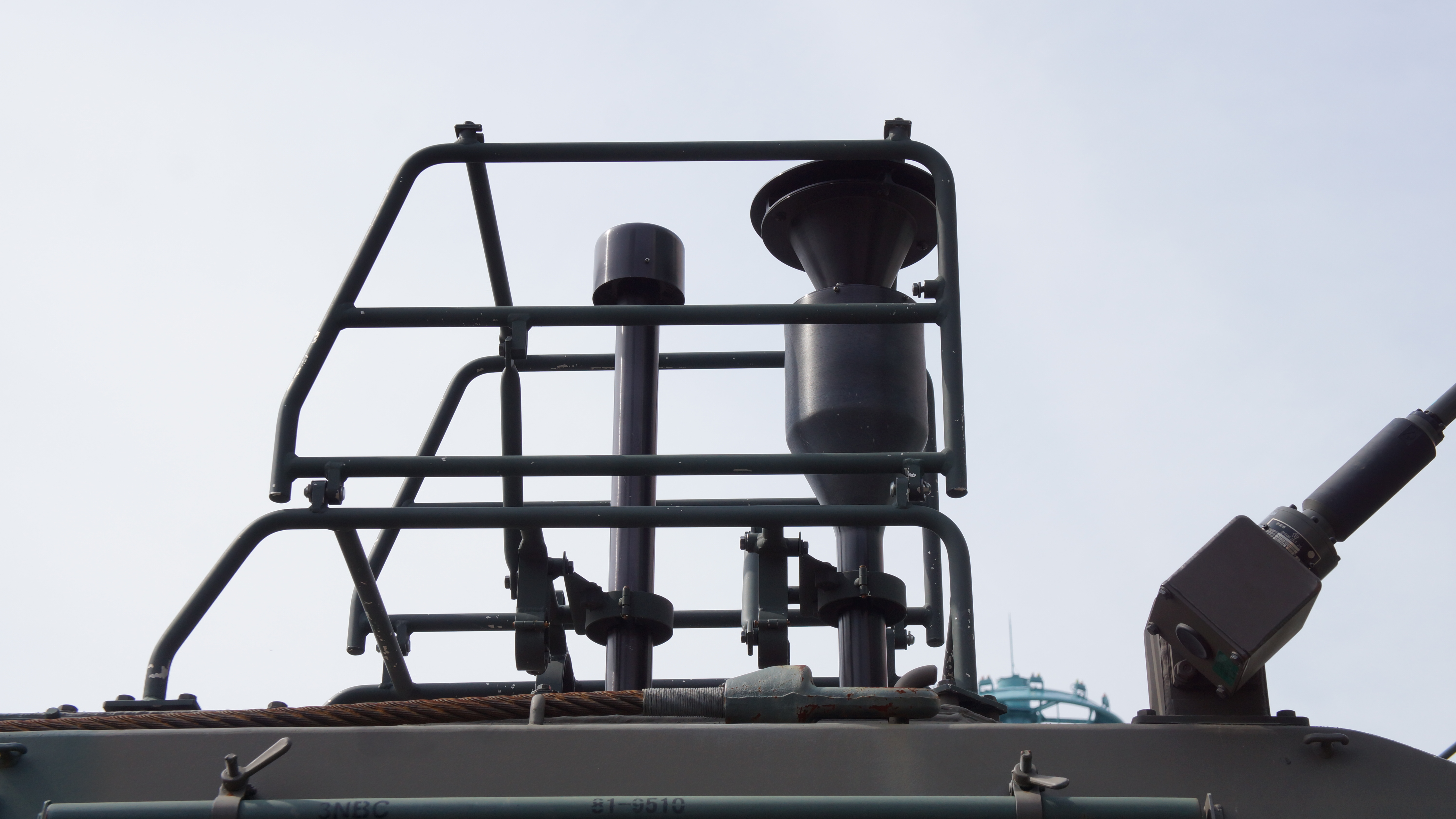
Sondes de détection d'agents biologiques sur le toit d'un véhicule

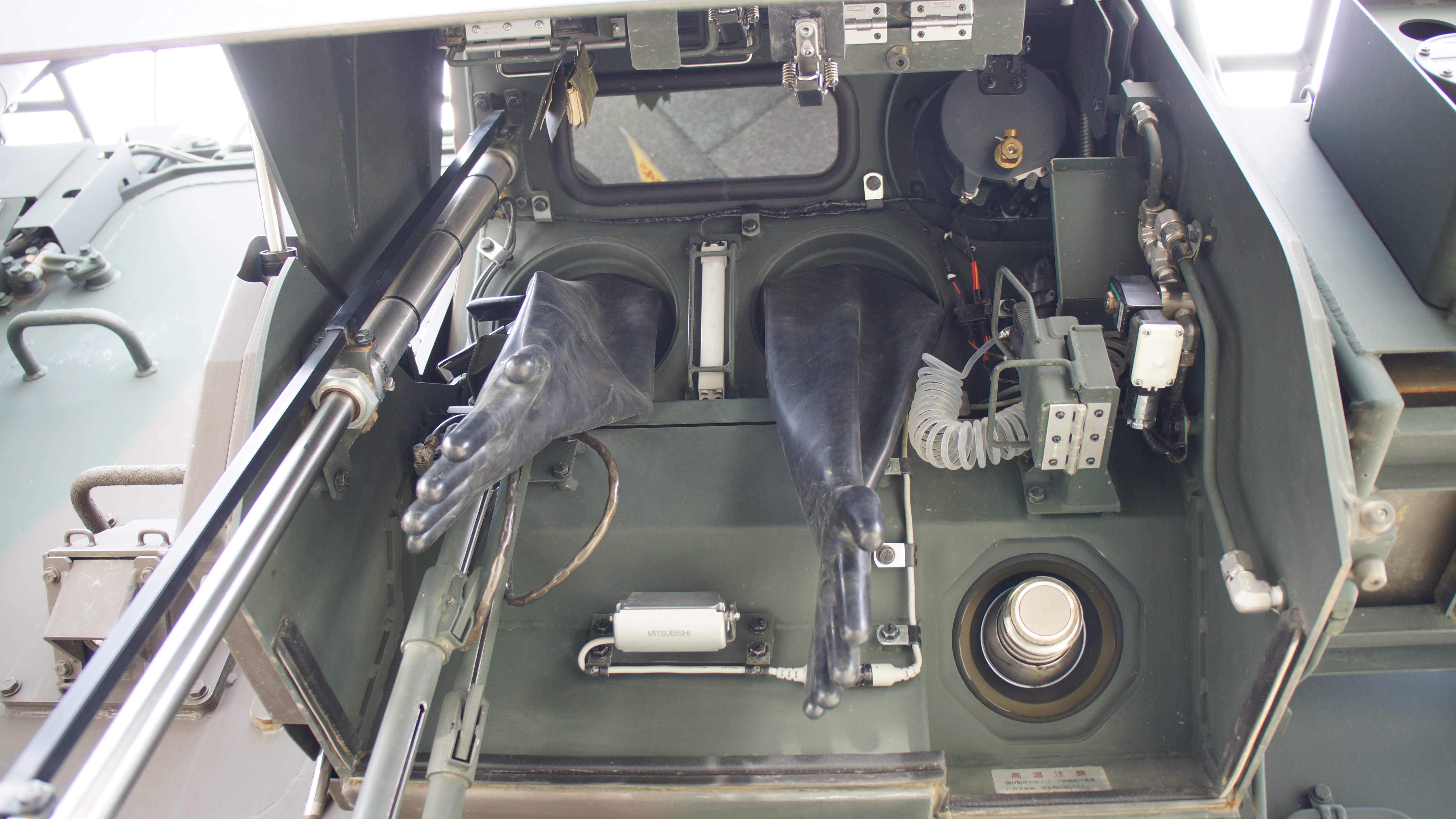
Laboratoire à l'intérieur du véhicule

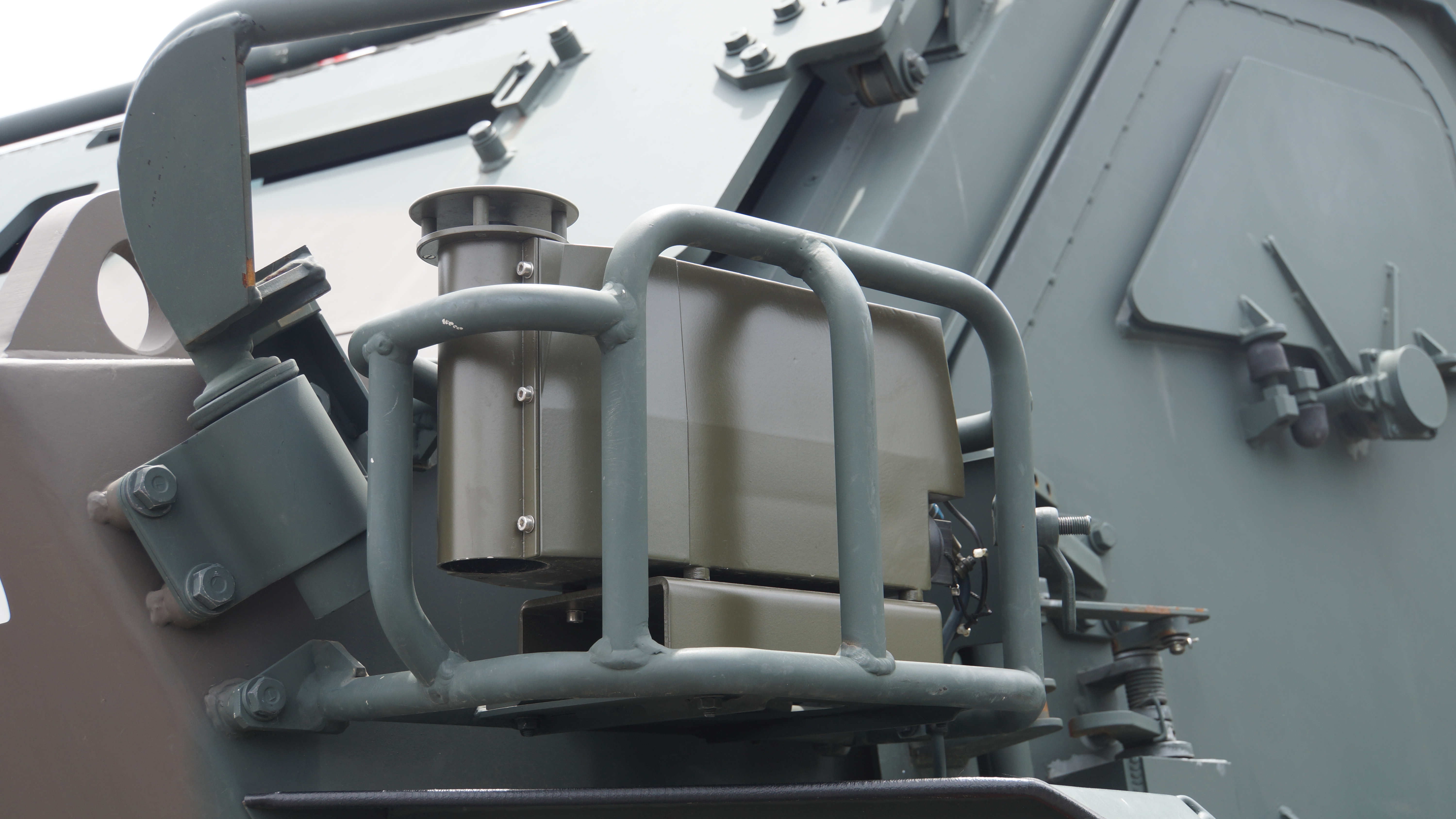
Détection d'agents chimiques sur véhicule

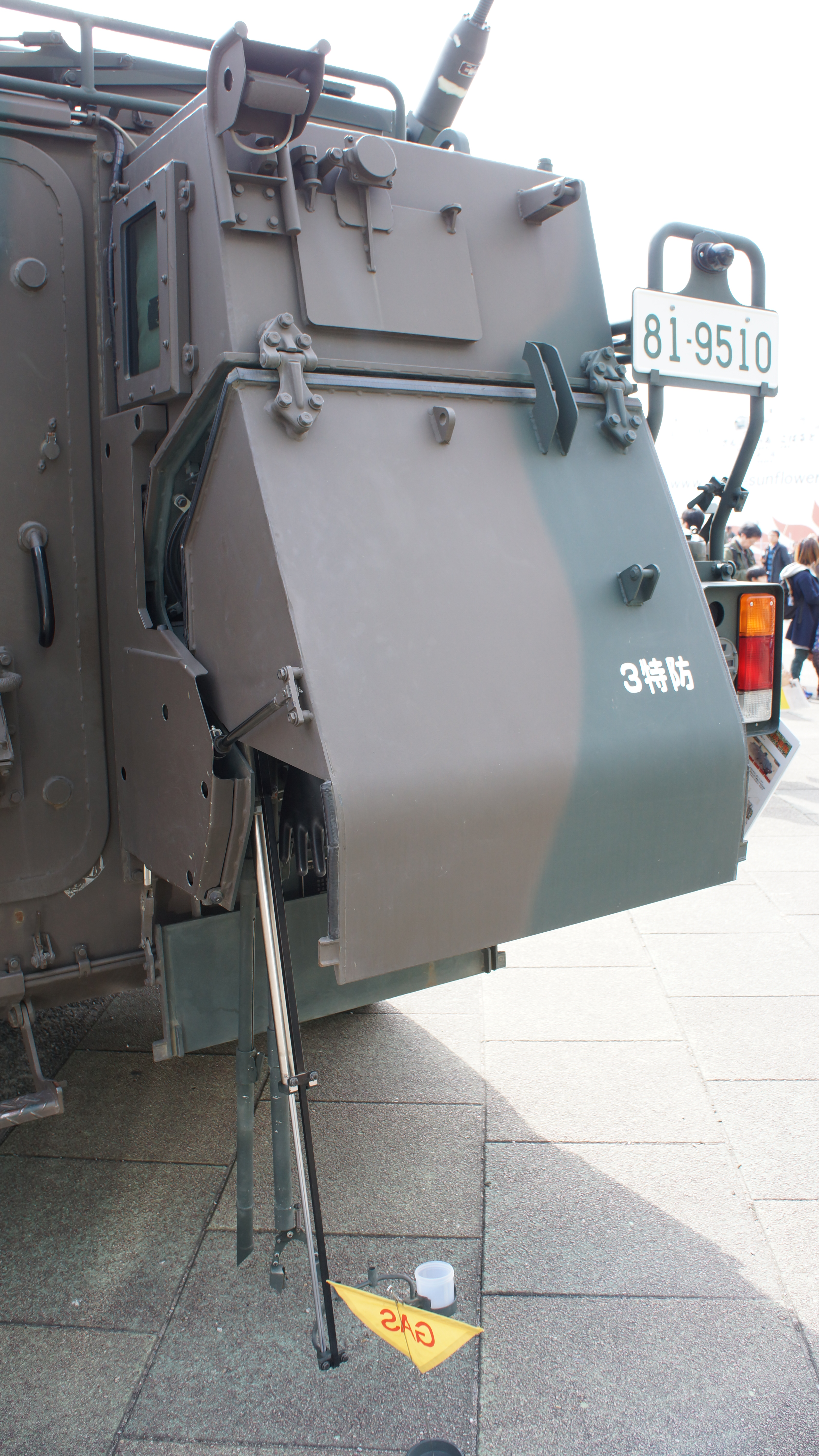
Boite d'échantillonnage externe

Les risques NRBC (Nucléaires, Radiologiques, Biologiques, Chimiques) sont des risques à danger élevé, ayant pour enjeu la vie des populations civiles ou des militaires.

## Occurrence
Les risques NRBC sont liés à ceci:
- à une pratique “non conventionnelle” des combats armés,
- à l’utilisation d’armes avec capacités de contamination (terrorisme),
- à un accident ou une catastrophe (transport de matières dangereuses).

## Parade
Le plan gouvernemental NRBC et ses déclinaisons territoriales prévoient une réponse face à six situations identifiées:
- la menace imminente
- la découverte d'un engin NRBC ou de terroristes prêts à disséminer un agent RBC
- la dissémination d'agent RBC sur des populations
- la contamination de produit de consommation (eau, aliments, cosmétiques, produits de santé)
- la contamination ou l'infection de végétaux ou d'animaux
- l'apparition de symptômes dans la population

## Dans le monde

### France
Ces planifications viennent en complément des dispositions ORSEC ainsi que des plans dits "métier", tels que l'annexe NRBC du plan blanc des établissements de santé et le plan blanc élargi au niveau départemental, qui permettent la mobilisation des établissements hospitaliers et prévoient les modalités de leur protection pour leur éviter toute contamination secondaire.
Au niveau matériel, la France dispose du Véhicule de détection, identification et prélèvement.

### Suisse
Le Laboratoire de Spiez dispose depuis 2010 d'un laboratoire de niveau P4, ayant coûté 28,5 millions de francs suisses. Il s'agit de l'un des quatre laboratoires du pays de ce niveau avec celui des Hôpitaux universitaires de Genève. Dans un contexte militaire, le véhicule de reconnaissance ABC 08 fournit au laboratoire de Spiez des échantillons pour analyse.